# Рамон Беренгер III
Рамон-Беренгер III , познат и под именом Рамон Беренгер III Велики (кат. Ramon-Berenguer, 11. новембар 1082, Родез - 19. јула 1131, Барселона) је био гроф Барселоне, тј. кнез Каталоније (1095—1131) из династије Барселоне.
Био је син претходног грофа Барселоне Беренгера Рамона II Братоубице.
Гроф Барселоне је постао 1095. године и до 1097. године је владао заједно са оцем, а касније самостално.
Приморска Каталонија је представљала тада један од економски најнапреднијих делова Шпаније. У Каталонији су сељаци морали да, поред уобичајених кметовских обавеза, сносе и низ других, рђавих обичаја (malos usos). Сениор би заузео читаво имање сељака, ако би овај умро без деце, и велики део наследства ако би остала за њим деца. Од сељака су узимане нарочите глобе за прекршај брачне верности, у случају пожара на поседу сениора итд. У рђаве обичаје спада и право прве ноћи, насилно узимање дојкиња и низ других обавеза. Феудалци су се одликовали знатном самосталношћу и вршили су огроман утицај на политичко уређење државе. Били су ослобођени свих дажбина. Овде ми видимо пуну власт феудалаца, међу којима су се разликовали крупни — рикос омбрес, средњи и ситни — хидалго. Ниже племство било је потпуно зависно од вишег.
Каталонија је била повезана са средоземном трговином и одржавала живе везе са Италијом и Јужном Француском. Од приморских градова у Каталонији прво је место припадало Барселони. Градови у Каталонији били су не само трговачки центри, у њима је цветало и занатство. Ту се развила металургија и производња коже, бродоградња и сл. Поморско право, разрађено у каталонским градовима, постало је право великог дела средоземних лука. У Каталонији су градови имали велики политички утицај .
Он је, потпомогнут једном пизанском ескадром, проширио своју власт дуж обале и опљачкао Мајорку .
Умро је 19. јула 1131. године у Барселони, а на престолу га је наследио син Рамон Беренгер IV Светац.

## Породично стабло
|  |                        |  |  |  |  |  |  |  |  |  |  |  |  |  |  |  |
|  | 2. Беренгер Рамон II   |  |  |  |  |  |  |  |  |  |  |  |  |  |  |  |
|  |                        |  |  |  |  |  |  |  |  |  |  |  |  |  |  |  |
|  |                        |  |  |  |  |  |  |  |  |  |  |  |  |  |  |  |
|  | 1. Рамон Беренгер III  |  |  |  |  |  |  |  |  |  |  |  |  |  |  |  |
|  |                        |  |  |  |  |  |  |  |  |  |  |  |  |  |  |  |
|  |                        |  |  |  |  |  |  |  |  |  |  |  |  |  |  |  |
|  | 3. Matilde d'Altavilla |  |  |  |  |  |  |  |  |  |  |  |  |  |  |  |
|  |                        |  |  |  |  |  |  |  |  |  |  |  |  |  |  |  |
|  |                        |  |  |  |  |  |  |  |  |  |  |  |  |  |  |  |